# 大喪儀

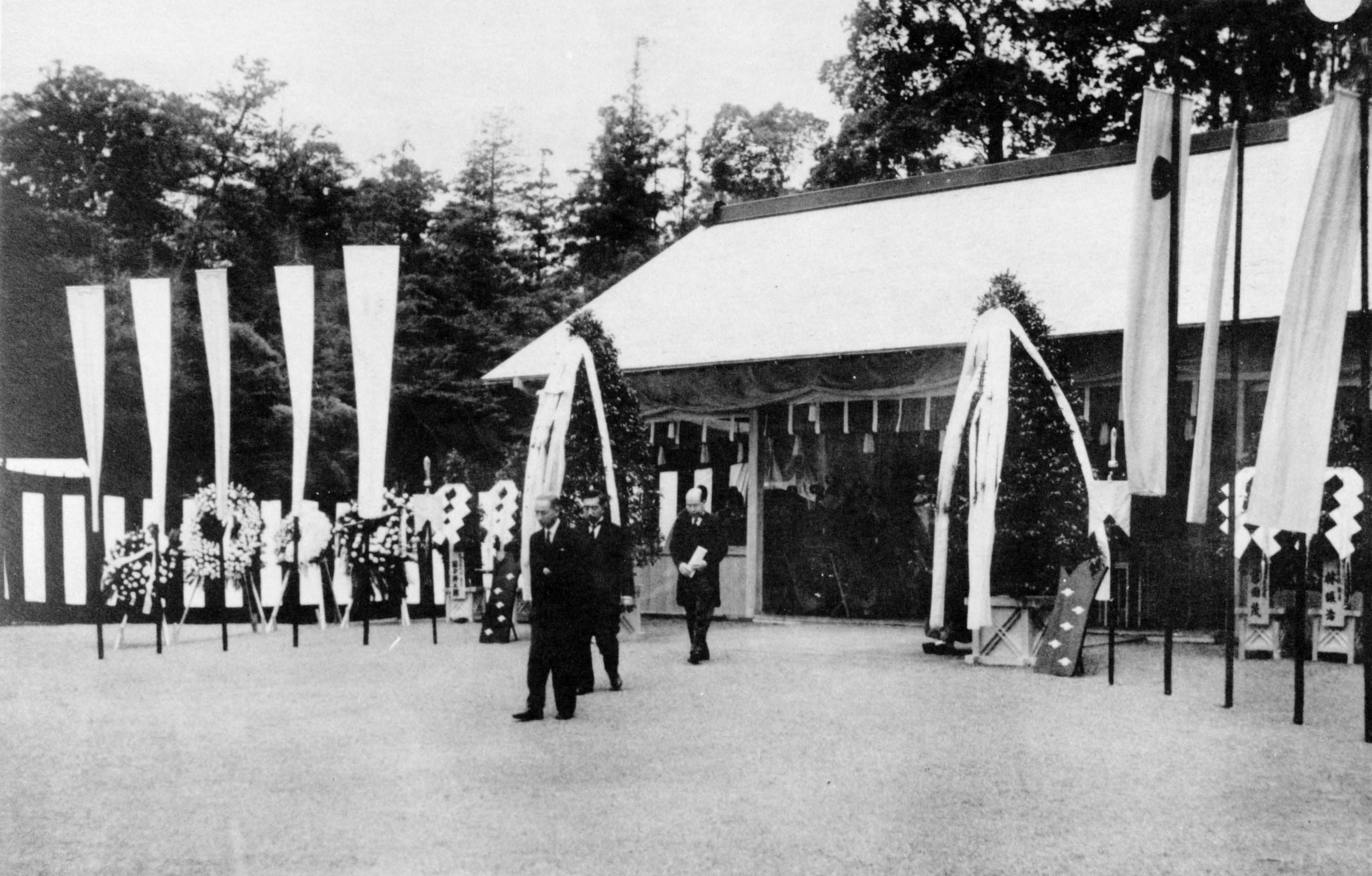
1951年（昭和26年）6月22日、貞明皇后の殯宮に拝礼を終えた昭和天皇

大喪儀（たいそうぎ）は、日本の天皇・皇后・上皇・上皇后・太皇太后・皇太后の葬儀のこと。

## 概要
大日本帝国憲法及び旧皇室典範下の1926年（大正15年）皇室喪儀令で詳細が規定されており、1947年（昭和22年）に皇室令が全て廃止された以降も慣例として行われている。
現在の日本国憲法及び皇室典範の規定により、天皇及び上皇の崩御の際は、大喪儀とは別に、国の儀式（国葬）として「大喪の礼（たいそうのれい）」が挙行される。

## 構成
櫬殿祗候（しんでんしこう）
一般の仮通夜にあたる。崩御した天皇、皇后、太皇太后、皇太后の遺体を櫬殿と呼ばれる仮の安置場所に遷し、別れを告げる。櫬殿とは、天皇の遺体または霊柩が仮に安置されている部屋のことであり、昭和天皇の時は吹上御所一階の居間が櫬殿とされた。
拝訣の儀（はいけつのぎ）
遺体の納棺の前に、皇族が遺体に最期の別れを告げる。
御舟入の儀（おふないりのぎ）
「御舟入」は一般の納棺に当たる。棺は内棺と外棺の二種類有り、この儀式では遺体を内棺に納める。
斂棺の儀（れんかんのぎ）
内棺を銅製の外棺に納める。斂棺が済むと霊柩（遺体を納めた棺）は完全に密封され、二度と開けられることはない。引き続き霊柩は櫬殿に安置される。
陵所地鎮祭の儀
御陵造営予定地を祓う儀式。
槻殿十日祭の儀
崩御後10日後に行われる。
櫬殿祓除の儀（しんでんばつじょのぎ）
櫬殿とされた場所を祓う儀式。
殯宮祗候（ひんきゅうしこう）
一般の通夜にあたる一連の儀式。殯宮とは斂葬までの間棺を安置するために皇居内に設けられた仮の御殿のことで、一つだけ明かりが灯される。
明治天皇と大正天皇の大喪儀の際は、明治宮殿正殿に、昭和天皇の大喪儀の際は、宮殿正殿松の間にそれぞれ殯宮が設えられた。昭和天皇の殯宮は棺の前に20脚余りの椅子を配し、天皇（新天皇）及び皇族、旧皇族、元王公族、内閣総理大臣竹下登以下国会議員、認証官、皇宮警察や宮内庁の職員らが一人45分ずつ、照明の無い部屋で祗候した。
殯宮移御の儀（ひんきゅういぎょのぎ）
霊柩を槻殿から殯宮に遷す儀式。
殯宮移御後一日祭の儀
殯宮日供の儀（ひんきゅうにっくのぎ）
殯宮の霊柩に供え物をする儀式。毎日欠かさず行われる。
殯宮拝礼の儀
殯宮で皇族が礼拝する儀式。日本に駐在する外交使節団が礼拝する外交団殯宮礼拝なども行われる。
殯宮二十日の儀
崩御後20日後に行われる。
追号奉告の儀
霊前に勅定のあった追号を奉告する儀式。
殯宮三十日の儀
崩御後30日後に行われる。
殯宮四十日の儀
崩御後40日後に行われる。
斂葬前殯宮拝礼の儀
斂葬当日殯宮祭の儀
本葬当日、出棺前に殯宮で行う儀式。
陵所祓除の儀（りょうしょばつじょのぎ）
造営した陵を祓う儀式。陵は方墳部分のみ造営され、霊柩を納める石槨が設けられ、その上に御須屋（おすや）と呼ばれる仮の小屋が建てられている。
霊代奉安の儀（れいだいほうあんのぎ）
遺体から霊代（れいだい、たましろ）に魂を遷（）し、霊代を権殿（ごんでん、霊代を安置する仮の御殿）に奉安する儀式。
轜車発引の儀（じしゃはついんのぎ）
一般の出棺にあたる。殯宮から葬場殿に向かう。
斂葬の儀（れんそうのぎ）
葬儀から埋葬までの儀式
葬場殿の儀（そうじょうでんのぎ）
一般の葬儀・告別式にあたる。霊柩は惣華輦に遷しかえられ、霊輦（霊柩を納めた惣華輦）ごと葬場殿に納められ、大御葬歌（おおみはふりのうた）が奏でられる中、奠饌幣（てんせんぺい、供物を供える）、御誄（おんるい）、皇族らの拝礼、再び大御葬歌が演奏されて奠饌幣（てっせんぺい、供物を撤去する）となる。こののち、鳥居、大真榊が撤去され大喪の礼となる。
陵所の儀（りょうしょのぎ）
霊柩が陵の石槨に納められ、皇族らの手によって砂がかけられる。石槨が塞がれ、御須屋が撤去された後、円墳が築かれて陵が完成する。
権殿日供の儀
山陵日供の儀
斂葬後一日権殿祭の儀
権殿五十日祭の儀
斂葬後一日山陵祭の儀
山陵五十日祭の儀
倚廬殿の儀（いろでんのぎ）
喪に服す。
権殿百日祭の儀
山陵百日祭の儀
山陵起工奉告の儀
山陵竣工奉告の儀
権殿一周年祭の儀
山陵一周年祭の儀
御禊の儀（みそぎ）
大祓の儀
なお、上皇明仁は葬法を土葬から火葬に切り替えることを希望しており、この場合、葬場殿の儀より前に火葬を行うこととなり、比較的簡素かつ丁重な葬送儀礼を行ったのち火葬し、遺骨を納めた霊櫃を葬場殿の儀までの間、殯宮に代わって皇居宮殿に設えた「奉安宮」に安置することとなる。

## 歴史
元々江戸時代までの皇室の葬儀は仏式で寺院において行われていたが、明治時代以降神式が行われるようになった。

### 古代
飛鳥時代までは、殯宮を設置して1年間遺体を安置する慣わしであったが、持統天皇の時に火葬が導入されて以後は簡略化されて30日間が通例とされた。
奈良時代に、聖武天皇の時に仏教に則った方式に変更され、以後村上天皇までは天皇の葬儀が国家的行事として行われてきたが、次の在位中の崩御となった後一条天皇の葬儀以後、崩御の事実を隠して譲位の儀式を行った後に皇室の私的行事である太上天皇の葬儀の形式で内々に行われるようになり、穢との関連から外戚や近臣などの例外を除いては公卿が参列することもなくなった。また、淳和天皇以降、在位中に崩御した天皇は土葬して山陵を造営し、太上天皇になった天皇は火葬して山陵は造営しない、という慣例が成立（ただし、崩御が淳和天皇より後になった嵯峨天皇については両説あり）したとする説がある。ただし、譲位直後に次期天皇からの太上天皇称号の奉上が行われる前に崩御した醍醐天皇は天皇の例として土葬とされ、次に同様の例となった一条天皇の場合は本人の遺詔が土葬であったにもかかわらず、太上天皇の例として火葬にされている。一条天皇の際の大喪の誤りが故意であったか事故であったかは不明であるが、後一条天皇以降の在位中の天皇の崩御であっても太上天皇の葬儀の形式で行われて火葬される過渡的な事例になったという評価がされている。その後も全ての天皇が火葬された訳では無いが、大規模な山陵の造営は幕末まで途絶えることになる。

### 平安以降：仏式
平安時代以後も、鎌倉時代・室町時代・安土桃山時代に至るまで、仏教に則った方式が行われ、生前に造営した寺院などで行う事になり、北朝の後光厳天皇以後は京都泉涌寺で開催されることとなった。前述の事情により、天皇の葬儀に関する作業の多くはほとんど僧侶の手で行われる一種の秘儀となったが、戦乱による泉涌寺の荒廃によって僧侶が揃えられなかった後土御門天皇の時は、実際に手伝った公卿の東坊城和長が『明応記』と称される詳細な葬儀記録（凶事記）を残して、後世に天皇の葬儀の様子を伝えている。なお、同天皇の葬儀は応仁の乱後の財政難から作業の中断を余儀なくされ、実際の葬儀が開かれたのは崩御から43日後で後世に「玉体腐損、而蟲湧出」（『続本朝通鑑』）と伝えられた（ただし、真相は不明である）。
江戸時代に入ると、江戸幕府の影響の下で再び国家的行事の性格を有するようになり、現職の摂関以外のほとんどの公卿が参列するものとなった。また、後光明天皇以後は様式は火葬のまま、実際には土葬の制が復活した。

### 近現代：神式
江戸時代末期から明治時代になり、孝明天皇の時に神道に則った形式へ変更され、明治維新と東京奠都の影響により、その三年祭は東京に移された宮中で神道に則って開催された。以後、英照皇太后と明治天皇と神式の形式が取られていった。
大正時代には、1909年（明治42年）に皇室服喪令、続いて1926年（大正15年）に皇室喪儀令が制定され、天皇及び三后の逝去を「崩御」・葬儀を「大喪」と呼称する事が定められた。戦後の皇室典範改正により、皇室服喪令・皇室喪儀令は廃されたものの、慣例としてこれに準じた儀礼が採用された。
戦後、日本国憲法施行後は、1989年（平成元年）の昭和天皇の場合には、政教分離原則に反しない形で国家の儀式として「大喪の礼」、皇室の儀式として「大喪儀」と、名目上は分離され開催されており、「大喪儀」は神道に則った形式で執り行われた。